# Dusi
Dusi es una  ciudad censal situada en el distrito de Tiruvannamalai en el estado de Tamil Nadu (India). Su población es de 5577 habitantes (2011). Se encuentra a 76 km de Chennai.

## Demografía
Según el censo de 2011 la población de Dusi era de 5577 habitantes, de los cuales 2811 eran hombres y 2766 eran mujeres. Dusi tiene una tasa media de alfabetización del 73,85%, inferior a la media estatal del 80,09%: la alfabetización masculina es del 81,04%, y la alfabetización femenina del 66,57%.